# 豊川市立長沢小学校
豊川市立長沢小学校（とよかわしりつ ながさわしょうがっこう）は、愛知県豊川市長沢町にある公立小学校。

## 概要
- 旧・宝飯郡音羽町の小学校であり、校区は旧・宝飯郡長沢村の全域に該当する、長沢町である。公立中学校へ進学する場合、豊川市立音羽中学校へ進学する[2]。

## 沿革
- 1873年（明治6年）
  - 1月15日 - 宝飯郡長沢村に赤坂郷学校支校として長沢支学校が開校。
- 4月 - 廃校。児童は赤坂村の赤坂郷学校へ委託する。
- 6月 - 長沢義校として復活。洞泉寺[注 1]、誓林寺[注 2]、慶忠院[注 3]を仮校舎とする。
- 1874年（明治7年） - 長沢学校に改称する。
- 1877年（明治10年） - 御殿跡地（現在の校地）に校舎の新築が決まる。
- 1878年（明治11年）
  - 8月15日 - 校舎が完成する。
  - 9月30日 - 第10中学区第131番長沢学校に改称し、開校式を行う。
- 1879年（明治12年）12月27日 - 西校舎を萩村役場に転用したため教室が不足。校舎（木造2階建）を増築する。
- 1881年（明治14年）10月1日 - 大風により校舎の一部が倒壊する。
- 1882年（明治15年）6月4日 - 校舎を再建する。
- 1883年（明治16年）3月24日 - 裁縫科を設置する。
- 1886年（明治19年） - 尋常小学長沢学校に改称する。
- 1889年（明治22年）10月1日 - 町村制施行により、長沢村が成立する。
- 1892年（明治25年） - 長沢尋常小学校に改称する。高等科に進学する場合、国府村の宝飯郡11か町村立国府高等小学校へ通学する。
- 1898年（明治31年）4月 - 補習科を設置する。
- 1900年（明治33年）3月 - 補習科を廃止する。
- 1901年（明治34年） - 赤坂町、長沢村、萩村で学校組合を設立。赤坂町長沢村萩村組合高等小学校が開校する。長沢尋常小学校に赤坂町長沢村萩村組合高等小学校長沢分教場を設置する。
- 1903年（明治36年）4月 - 長沢村が赤坂町長沢村萩村組合高等小学校から離脱する。長沢尋常小学校に高等科を設置し、長沢尋常高等小学校に改称する。補習科を設置。
- 1906年（明治39年）7月 - 老朽化のため、校舎の一部が損壊する。
- 1907年（明治40年）1月16日 - 校舎を取り壊し、正寿院[注 4]を仮校舎とする。
- 1908年（明治41年）4月 - 校舎を新築する。
- 1909年（明治42年）4月 - 高等科を廃止し、長沢尋常小学校に改称する。
- 1917年（大正6年）5月4日 - 校舎を増築する。
- 1918年（大正7年） - 実業補習学校を併設する。
- 1926年（大正15年） - 実業補習学校を廃止。青年訓練所を併設する。高等科を設置し、長沢尋常高等小学校に改称する。
- 1935年（昭和10年） - 青年学校を併設する。
- 1941年（昭和16年）4月1日 - 長沢国民学校に改称する。
- 1943年（昭和18年） - 赤坂町、長沢村、萩村、御油町の青年学校を統合し、赤坂町字池河内に赤坂外三ケ町村立青年学校が設立される。
- 1944年（昭和19年）8月 - 古渡国民学校の児童が疎開する。
- 1947年（昭和22年）4月1日 - 長沢村立長沢小学校に改称する。校舎の一部を使用し、長沢村立長沢中学校が開校する。
- 1948年（昭和23年）
  - 4月 - 赤坂町立赤坂中学校と長沢村立長沢中学校が統合され、赤坂町長沢村学校組合立音羽中学校となる。
  - 8月 - 音羽中学校の校舎が完成し、移転する。
- 1955年（昭和30年）4月1日 - 赤坂町、長沢村、萩村が合併し、音羽町が発足。同時に音羽町立長沢小学校に改称する。
- 1969年（昭和44年）6月 - 新校舎建設のため、校舎を取り壊す。体育館、図書室を仮教室として授業を行う。
- 1970年（昭和45年）1月31日 - 新校舎（鉄筋コンクリート造3階建）が完成する。
- 1974年（昭和49年）7月 - プールが完成する。
- 1984年（昭和59年）3月6日 - 新体育館が完成する。
- 2008年（平成20年）1月15日 - 音羽町が豊川市に編入される。同時に豊川市立長沢小学校に改称する。

## 交通アクセス
- 名鉄名古屋本線名電長沢駅下車、徒歩約10分。
- 豊川市コミュニティバス音羽線「長沢小学校」バス停より徒歩約3分。

## 周辺施設
- 豊川市立長沢保育園
- 名鉄名古屋本線名電長沢駅
- 東名高速道路音羽蒲郡IC